# 3ТЭ28
3ТЭ28 — (3-секционный тепловоз с электрической передачей, тип 28) — трёхсекционный магистральный грузовой тепловоз с электрической передачей, выпускаемый с 2022 года АО «Трансмашхолдинг» (ТМХ) на мощностях АО "УК «Брянский машиностроительный завод» (БМЗ). Создан как замена 3ТЭ25К2М (с американским двигателем GEVO12), который стало невозможно выпускать из-за санкций, хотя и имеет меньшую мощность двигателей. В 3ТЭ28 установлены дизель-генераторные установки (ДГУ) производства Коломенского завода из семейства Д49 типа 18-9ДГМ — глубоко модернизированная версия успешно зарекомендовавшей себя ДГУ типа 18-9ДГ, прототип которой ранее был применён на опытном тепловозе 3ТЭ25К3М. В основе ДГУ использован 16-цилиндровый V-образный двигатель мощностью 3875 л. с.. Возможен заказ двухсекционной версии тепловоза. В конце 2023 года налажено серийное производство 3ТЭ28.

## История создания и выпуска

### Предпосылки к созданию
В 2015 году для российских железных дорог Брянский машиностроительный завод начал крупномасштабный серийный выпуск магистральных тепловозов 2ТЭ25КМ, оснащённых дизель-генераторами 18-9ДГ российского производства с номинальной мощностью 2648 кВт на секцию. Однако на некоторых участках железных дорог со сложным профилем, в первую очередь на Восточном полигоне российских железных дорог (Байкало-Амурской магистрали и Транссиба), мощности этих тепловозов было недостаточно для вождения тяжеловесных грузовых поездов кроме как в сплотках по два локомотива, поэтому в 2016 году завод спроектировал, а с 2017 года в меньшем объёме начал выпуск трёхсекционных тепловозов второй модификации 3ТЭ25К2М с более мощным дизель-генератором GEVO V12 американского производства с мощностью 3100 кВт на секцию, в результате чего трёхсекционный тепловоз стал сопоставим по мощности со спаркой двух тепловозов (четырёх секций) 2ТЭ25КМ, незначительно уступая в мощности, но являясь более экономичным в эксплуатации. Кроме того, для увеличения сцепного веса в сравнении с базовой модификацией была увеличена служебная масса каждой секции со 144 до 147 тонн, а максимальная осевая нагрузка возросла с 24,5 до 25 тс. В 2021 году в процессе выпуска на тепловозах этой серии был изменён дизайн лобовой части: была применена новая конструкция кабины с наклонными буферными фонарями и накладными нижней и угловыми панелями. Разработка новой маски произведена по заказу ТМХ Национальным центром промышленного дизайна и инноваций 2050.ЛАБ, с применением концепции бренд-ДНК.
В целях импортозамещения американских дизель-генераторов в 2019 Брянский завод спроектировал и выпустил два локомотива третьей модификации: один двухсекционный тепловоз 2ТЭ25К3М и один трёхсекционный 3ТЭ25К3М. На них устанавливались модифицированные российские дизель-генераторы 18-9ДГ, имеющие увеличенную мощность в 2850 кВт вместо 2648 кВт, хотя они и уступали по мощности американским дизель-генераторам GEVO V12, применяемым на 3ТЭ25К2М. Сцепной вес этих локомотивов также был аналогичен 3ТЭ25К2М. Однако после окончания испытаний серийное производство этих тепловозов так и не было начато, и завод продолжил выпускать тепловозы второй модификации с американскими двигателями, а все выпущенные пять секций модификации 3М было в 2021 году были возвращены на завод и в 2022 году переделаны в обычные 2ТЭ25КМ
В 2022 году в связи с вводом антироссийских санкций поставка американских дизель-генераторов в Россию прекратилась, в результате чего производство новых 3ТЭ25К2М было приостановлено, а возможность ремонта или замены двигателей уже выпущенных локомотивов оказалась под угрозой. Для обеспечения задачи бесперебойных грузоперевозок на неэлектрифицированных участках Восточного полигона требовалась поставка новых мощных тепловозов, поэтому на Брянском заводе было решено создать тепловоз с мощным отечественным дизель-генератором на основе 18-9ДГ по аналогии с 3ТЭ25К3М, но с кузовом и другими новшествами 3ТЭ25К2М позднего выпуска.

### Производство
Сборка первого тепловоза 3ТЭ28 началась в марте 2022 года и завершилась в августе того же года. Специалисты Коломенского завода изготовили новую усовершенствованную модификацию дизель-генератора 18-9ДГ, получившую имя 18-9ДГМ, который имел мощность в 2850 кВт как и у тепловоза 3ТЭ25К3М, а специалисты Брянского завода и «ТМХ Инжиниринга» в сжатые сроки спроектировали и осуществили сборку опытного образца тепловоза с этой силовой установкой. Хотя по сути тепловоз являлся очередной модификацией семейства ТЭ25К, для него было выбрано новое обозначение серии — 3ТЭ28. Готовый тепловоз был представлен генеральному директору ОАО «РЖД» Олегу Белозёрову. После прохождения им испытаний в мае 2023 года был построен второй локомотив серии и затем было начато их серийное производство. По состоянию на конец 2024 года известно как минимум о 56 машинах серии в разном состоянии готовности, которым присвоены порядковые номера от 0001 до 0042 и 0052 до 0065 включительно.
В ноябре 2024 года Брянский машиностроительный завод отчитался о передаче 17  локомотивов 3ТЭ28 за первые 10 месяцев года.

## Общие сведения

### Назначение
Магистральный грузовой тепловоз 3ТЭ28 предназначен для вождения тяжеловесных грузовых поездов на неэлектрифицированных участках железных дорог колеи 1520 мм со сложным профилем пути при диапазоне рабочих температур от −50 до +40 ºС. Он способен перемещать составы весом 7100 тонн при уклоне до 11,5 ‰.

### Технические характеристики
Тепловозы серии имеют следующие параметры
| Параметр                                | Параметр                                | 2ТЭ28                      | 3ТЭ28                       |
| --------------------------------------- | --------------------------------------- | -------------------------- | --------------------------- |
| Осевая формула                          | Осевая формула                          | 2×(30−30) (UIC 2×(Co'Co')) | 3×(30−30) (UIC 3×(Co'Co'))  |
| Размеры                                 |                                         |                            |                             |
| Длина по осям автосцепок, мм            | Длина по осям автосцепок, мм            | 2×20 000=40 000            | 3×20 000=60 000             |
| Диаметр колёс по кругу катания, мм      | Диаметр колёс по кругу катания, мм      | 1080                       | 1080                        |
| Ширина колеи, мм                        | Ширина колеи, мм                        | 1520                       | 1520                        |
| Минимальный радиус проходимых кривых, м | Минимальный радиус проходимых кривых, м | 80                         | 80                          |
| Массовые характеристики                 |                                         |                            |                             |
| Служебная масса, т                      | Служебная масса, т                      | 2×147=294                  | 3×147=441                   |
| Максимальная нагрузка на ось, тс        | Максимальная нагрузка на ось, тс        | 25                         | 25                          |
| Тяговые характеристики                  |                                         |                            |                             |
| Мощность по ДГУ, кВт (л. с.)            | Мощность по ДГУ, кВт (л. с.)            | 2×2850=5700 (2×3875=7750)  | 3×2850=8550 (3×3875=11 625) |
| Сила тяги кН (тс)                       | при трогании                            | 838,8 (85,6)               | 950,0 (96,9)                |
| Сила тяги кН (тс)                       | длительного режима                      | 647,2 (66,0)               | 970,8 (99,1)                |
| Скорость, км/ч                          | конструкционная                         | 120                        | 120                         |
| Скорость, км/ч                          | длительного режима                      | 25,4                       | 25,4                        |
| Максимальная масса поезда, т            | при уклоне 4,0 ‰                        | 11 800                     | 18 300                      |
| Максимальная масса поезда, т            | при уклоне 9,3 ‰                        | 5600                       | 8700                        |
| Максимальная масса поезда, т            | при уклоне 11,5 ‰                       | 4500                       | 7100                        |
| Экипировочные данные                    |                                         |                            |                             |
| Запас топлива, т                        | Запас топлива, т                        | 2×7=14                     | 3×7=21                      |
| Запас песка, т                          | Запас песка, т                          | 2 × 1,5=3                  | 3 × 1,5=4,5                 |
| Показатели надёжности                   |                                         |                            |                             |
| Срок службы, лет                        | Срок службы, лет                        | 45                         | 45                          |

По сравнению с 3ТЭ25К2М, для 3ТЭ28 увеличены интервалы в обслуживании. Например, интервал в техническом обслуживании в объёме ТО-2 увеличен со 120 до 240 часов работы, для ТО-3 с 15 000 до 25 000 км пробега, для текущего ремонта по программе ТР-1 с 75 000 до 100 000 км пробега.

## Конструкция

### Механическая часть
Конструктивно локомотив базируется на российских технических решениях и максимально унифицирован с тепловозами 3ТЭ25К2М. Дизайн тепловоза аналогичен применённому на рестайлинговом образце тепловоза 3ТЭ25К2М (построен под номером 0086, позже номер изменён на 0107). Он разработан по заказу ТМХ Национальным центром промышленного дизайна и инноваций 2050.ЛАБ, с применением концепции бренд-ДНК.

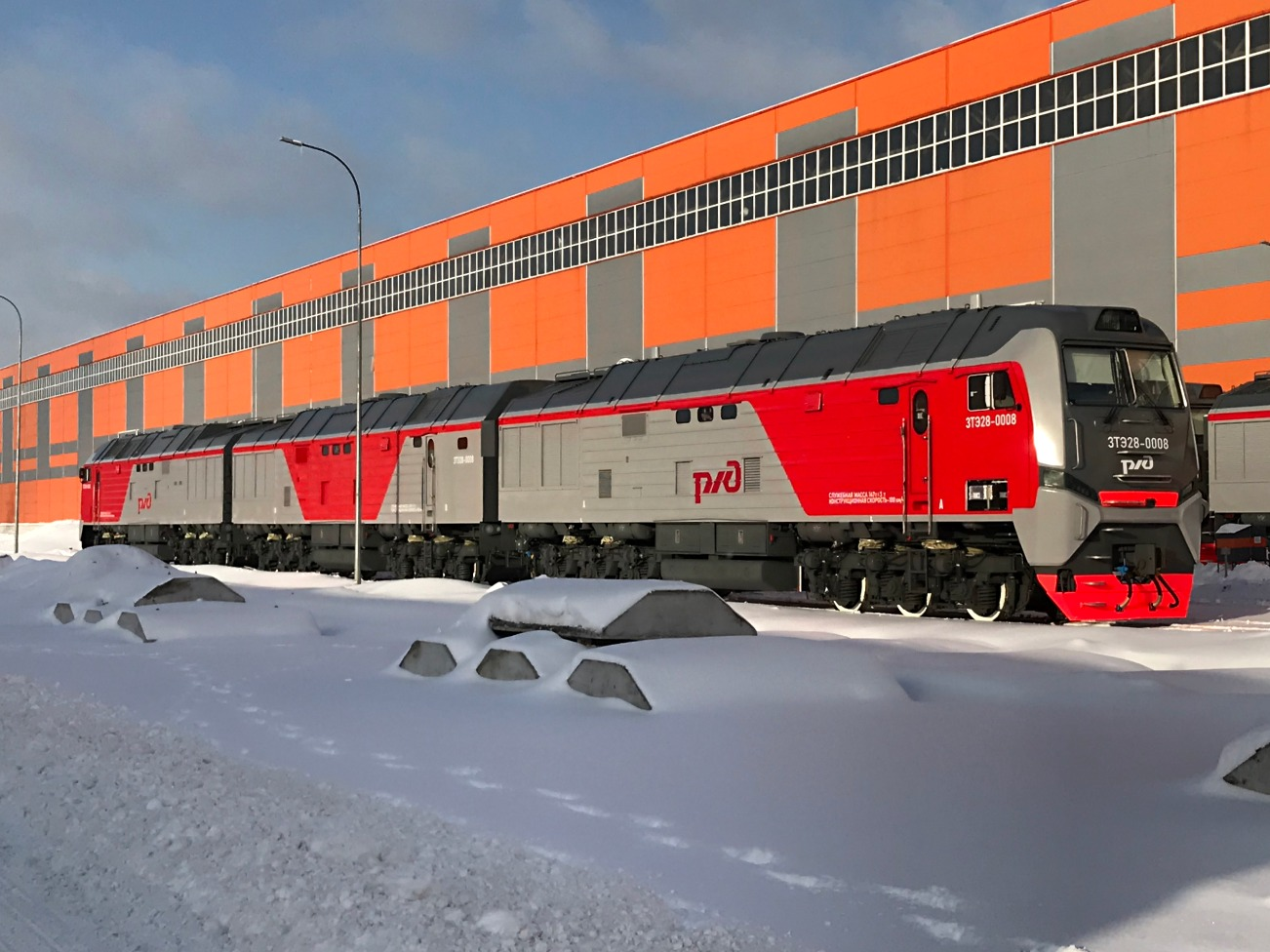
3ТЭ28-0008, общий вид
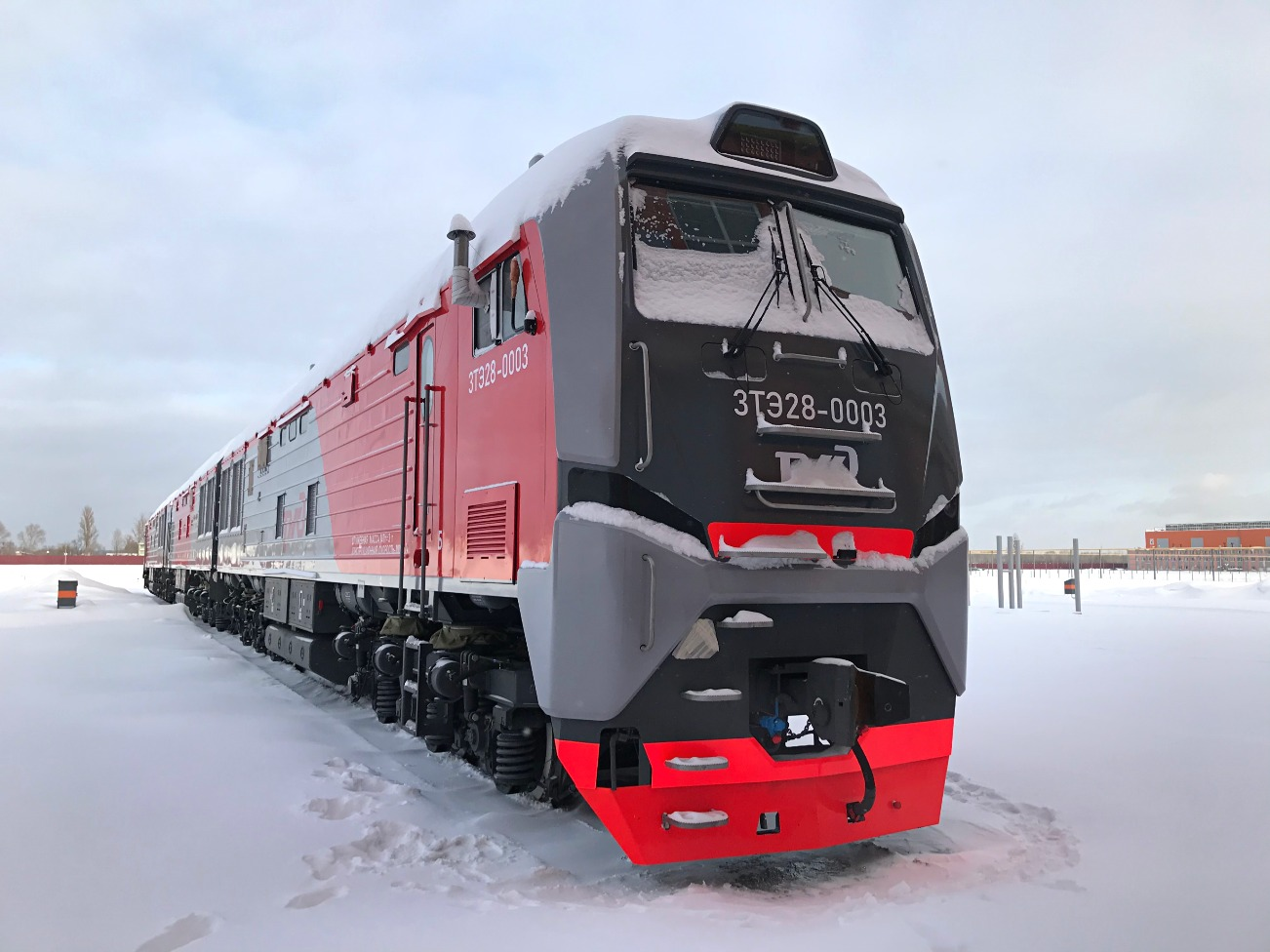
3ТЭ28-0003, вид спереди под углом
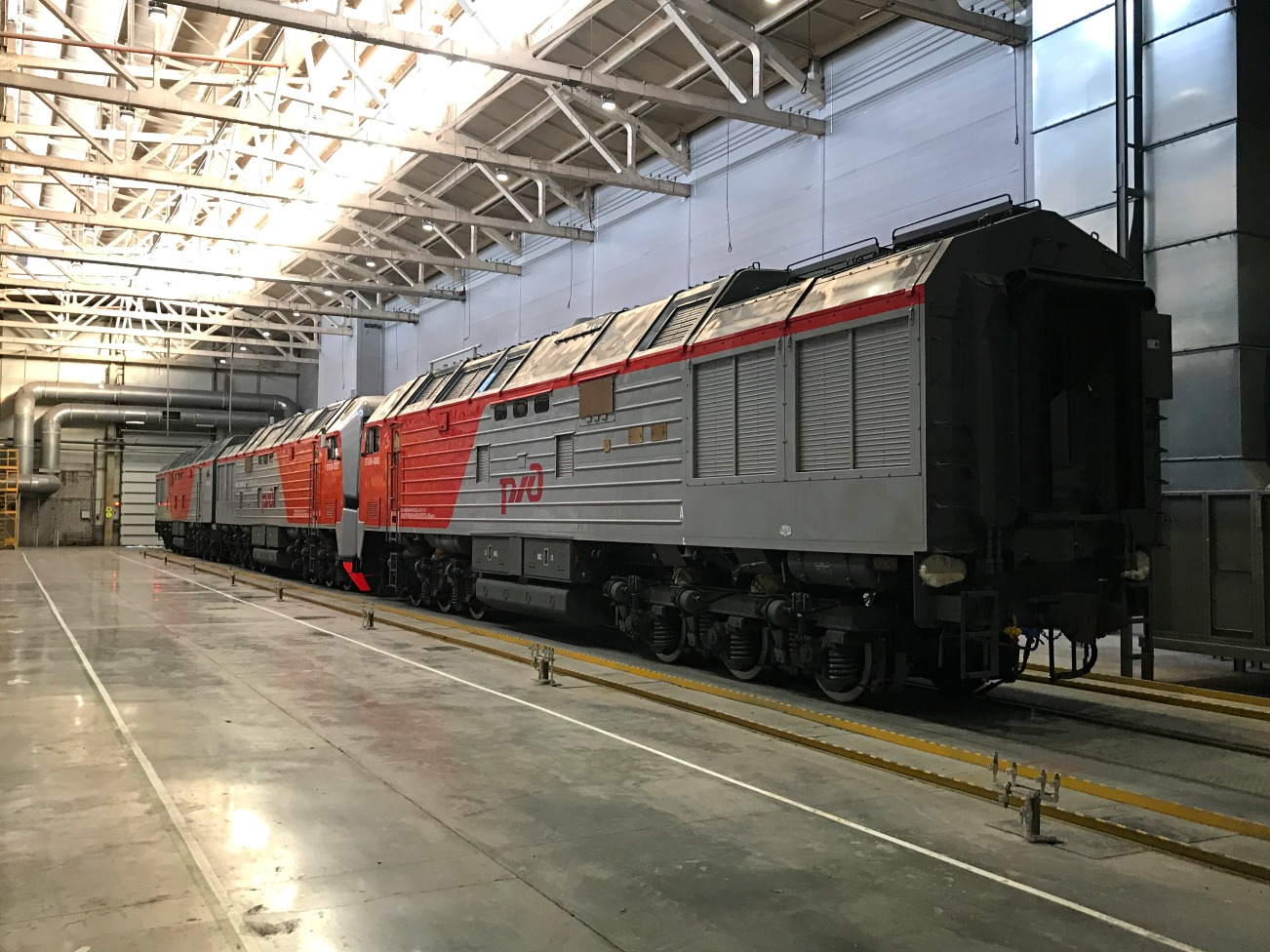
3ТЭ28-0002, вид со стороны задней части секции

### Энергетическая часть
Главная особенность — переход от импортного двигателя GEVO V12 к ДГУ типа 18-9ДГМ (производитель — АО «Коломенский завод»), схожей с применённой ранее на 3ТЭ25К3М. Подбирая комплектующие изделия, разработчики старались как можно больше использовать узлы с наименьшими требованиями по обслуживанию. Ещё одна особенность по сравнению с 3ТЭ25К2М — увеличенный на 30 мм диаметр колёс по кругу катания, что сделано для уменьшения их износа.
На тепловозе применена электрическая передача переменно-постоянного тока. Имеется система распределённого управления тормозами. Для контроля расхода топлива применена электронная система учёта. Прожектор и светильники светодиодного типа.
Вспомогательные электрические машины тепловоза имеют асинхронный привод. Устройства зарядки аккумуляторных батарей обеспечивают оптимальный заряд с учётом температуры окружающей среды. Локомотив оснащён блоком центрального управления, с применением схемы резервирования на случай отказа основной системы.
На случай аварийной остановки двигателя предусмотрен отдельный насос прокачки охлаждающей жидкости. Радиаторные секции горячего контура системы охлаждения включают трубки с шириной проходного сечения, увеличенной до 4 мм, что снижает степень их загрязнения и упрощает техническое обслуживание. Установлены двухрядные жалюзи для защиты секций охлаждения холодильной камеры. Для поддержания положительных температур в дизельном помещении предусмотрен выброс охлаждающего воздуха из тягового агрегата.
Для комфорта локомотивной бригады применён автономный подогреватель кабины машиниста ПРАМОТРОНИК 44Д, а также система микроклимата. Столешницы пульта управления снабжены функцией подогрева. Кресло машиниста имеет усиленные механизмы поворота. Возможна установка системы обеззараживания воздуха.

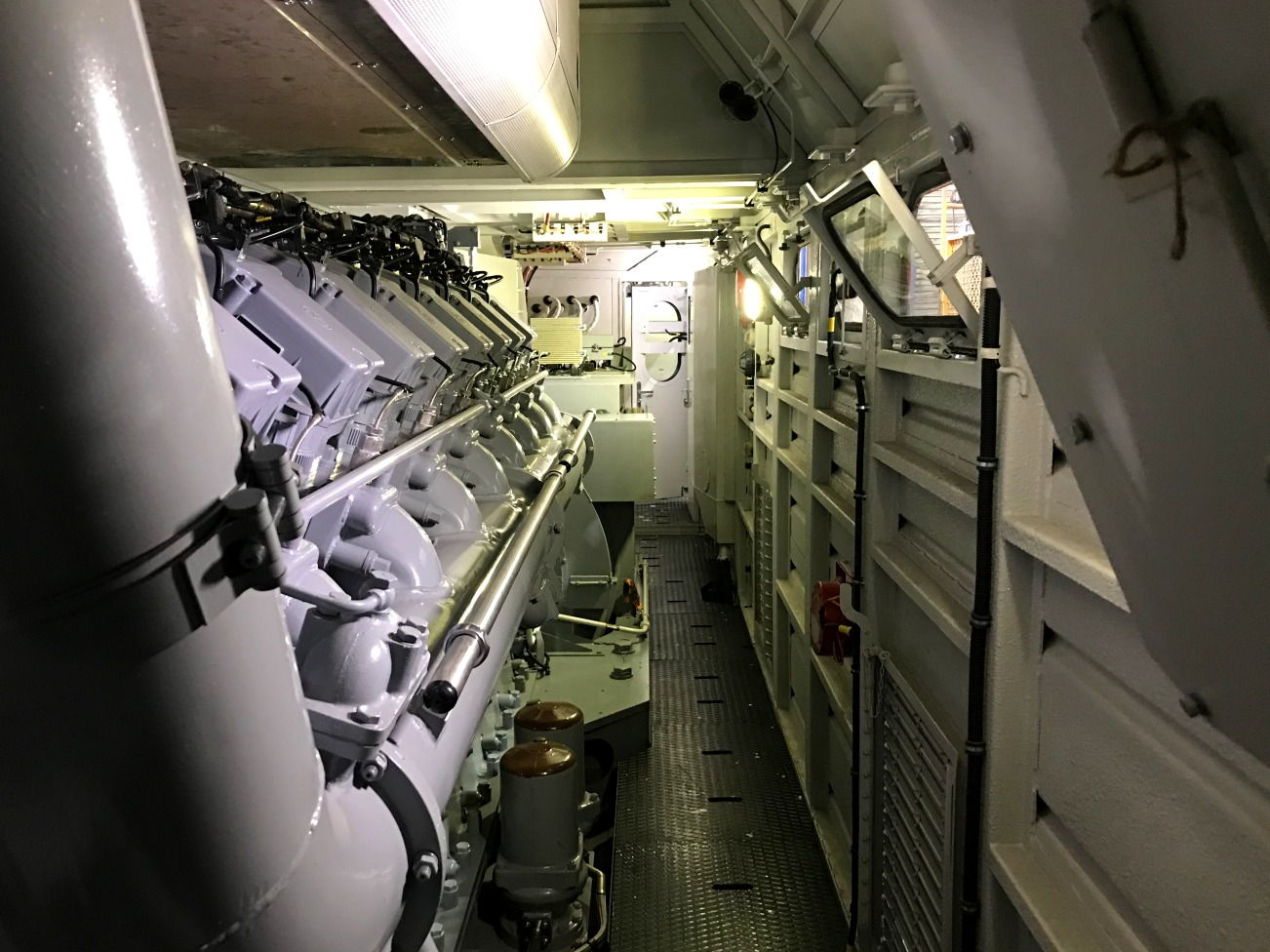
Дизельный двигатель 5Д49, вид из правого прохода в машинном отделении в сторону кабины машиниста
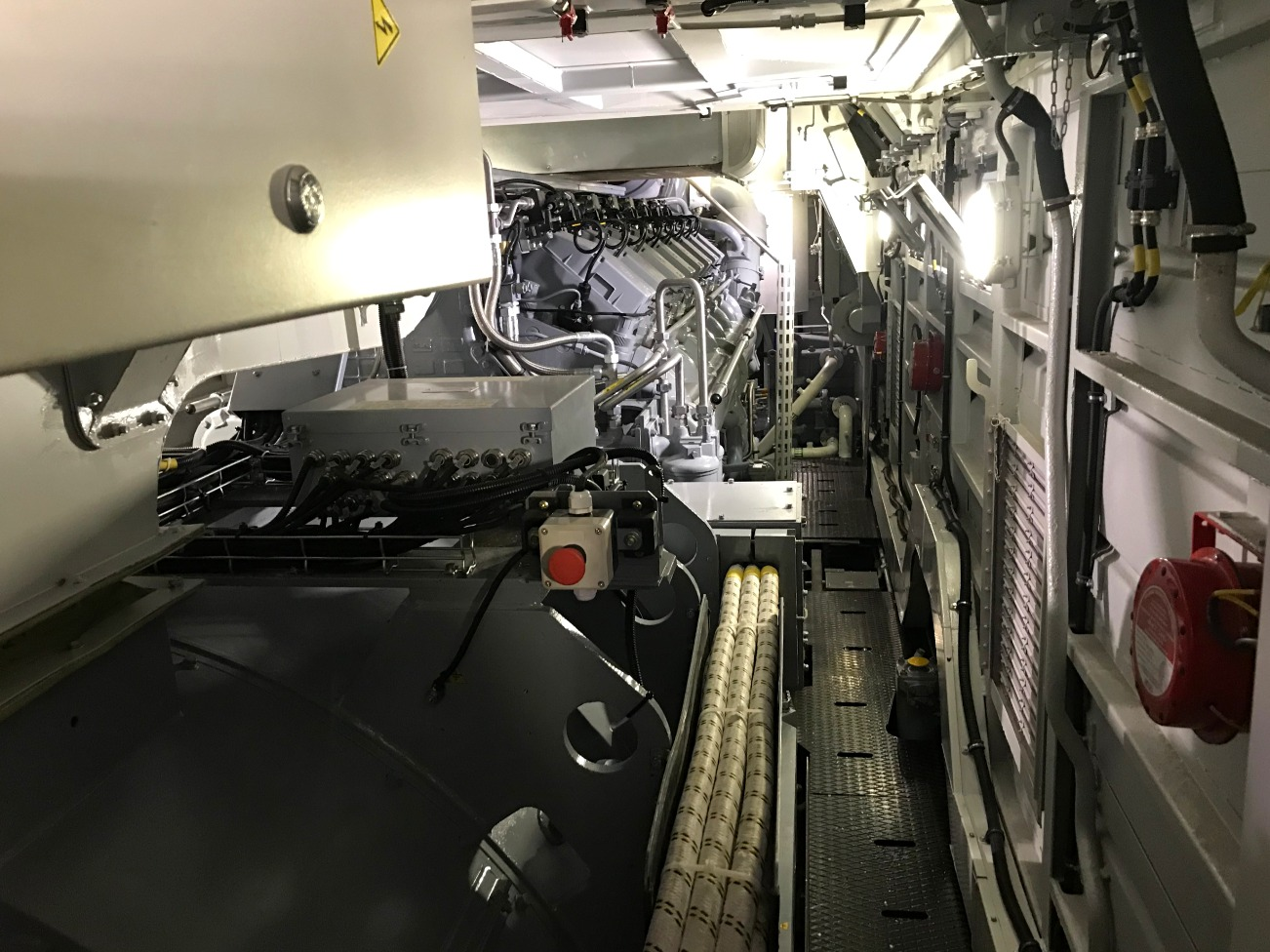
Тяговый генератор и дизельный двигатель, вид из левого прохода в машинном отделении от кабины машиниста назад
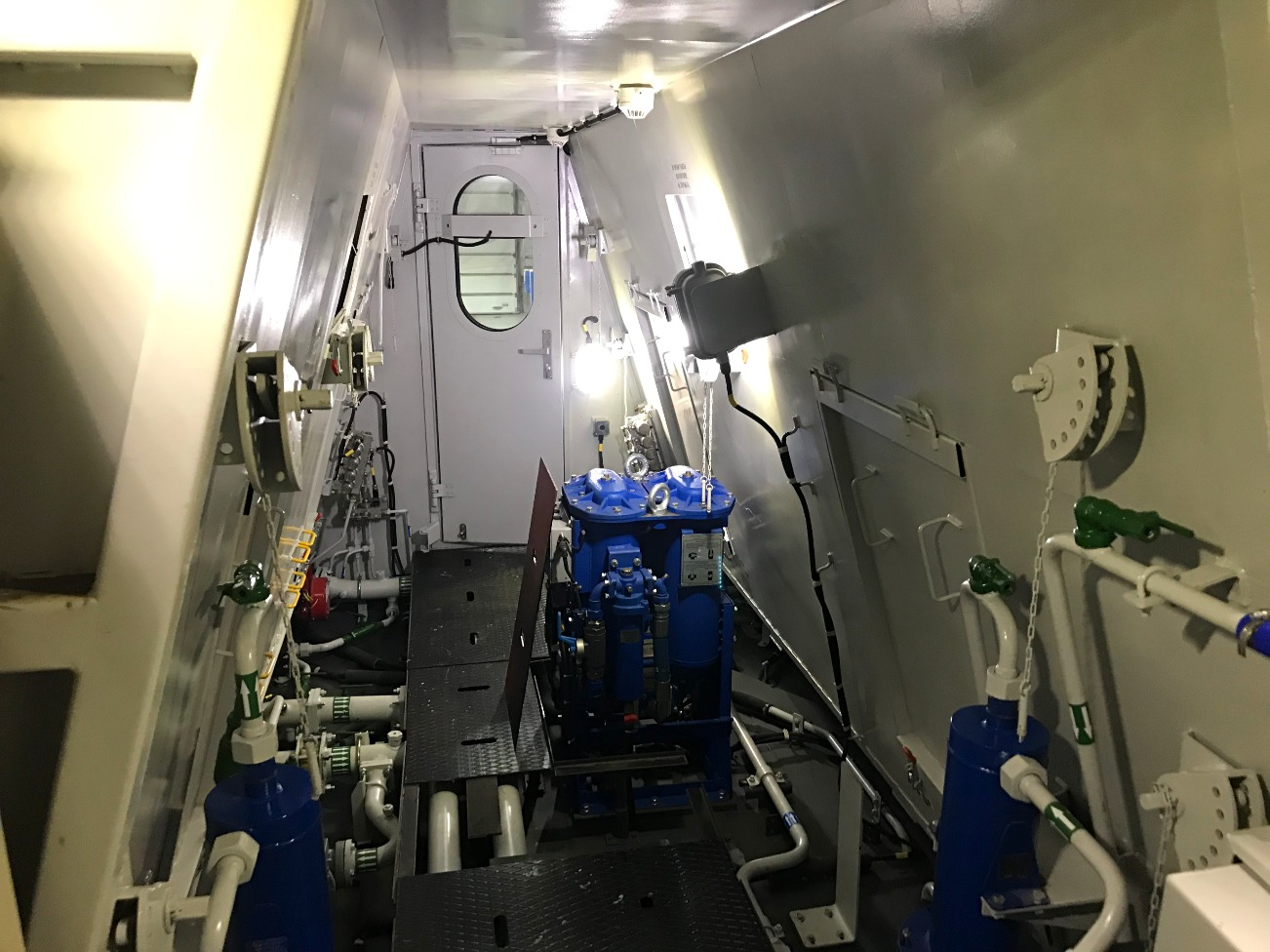
Проход в задней части секции у шахты холодильника

## Эксплуатация

### Испытания
С осени 2022 года до марта 2023 года тепловоз 3ТЭ28 успешно прошёл опытный пробег на базе эксплуатационного локомотивного депо Курск-Сортировочный, преодолев более 10 000 км. В первой декаде марта 2023 года в депо Курск-Сортировочный завершился один из этапов испытаний локомотива.
3ТЭ28-0001 в январе 2023 года отправлен в коломенский АО «ВНИКТИ» для прохождения приемочных и сертификационных испытаний на линии Голутвин — Озёры. В июле того же года в АО «ВНИКТИ» поступил и 3ТЭ28-0002. В испытаниях принимали участие представители пяти центров: Научно-исследовательского и конструкторско-технологического института подвижного состава, Всероссийского научно-исследовательского института гигиены транспорта, Всероссийского научно-исследовательского и проектно-конструкторского института электровозостроения, научной организации «Тверской институт вагоностроения» и испытательного центра «ПРИВОД-Н».
В конце ноября 2023 года, по результатам испытаний 3ТЭ28, ТМХ получил сертификат соответствия требованиям Технического регламента Таможенного союза 001/2011 «О безопасности железнодорожного подвижного состава», позволяющий эксплуатировать этот тепловоз на железных дорогах стран Евразийского экономического союза (на момент получения сертификата это Россия, Белоруссия, Казахстан, Киргизия и Армения).

### Планы эксплуатации
Все тепловозы 3ТЭ28, как и их предшественники 3ТЭ25К2М, планируется поставить на Дальневосточную железную дорогу в локомотивное депо Амурское в Комсомольске-на-Амуре для эксплуатации на участках БАМа от станции Таксимо в Бурятии до портов Ванино и Советская Гавань на побережье Хабаровского края. Поставка первых пяти тепловозов планируется до конца декабря 2023 года, а в 2024 году планируется поставить ещё 40 аналогичных машин. Вопреки планам локомотивы были поставлены в эксплуатационное депо Тында и обслуживают перевозку грузов на участке Таксимо — Тында.